# Донау-Ріс
Донау-Ріс (нім. Donau-Ries) — район в Німеччині, у складі округу Швабія федеральної землі Баварія. Адміністративний центр — місто Донауверт.

## Населення
Населення району становить 134 324 осіб (станом на 31 грудня 2020).

## Адміністративний поділ
Район складається з 7 міст (нім. Städte), 2 торговельних громад (нім. Märkte) та 35 громад (нім. Gemeinden):
| Міста 1. Вемдінг (5817) 2. Гарбург (5575) 3. Донауверт (19593) 4. Еттінген (5205) 5. Монгайм (5200) 6. Нердлінген (20674) 7. Райн (9002) Торговельні громади 1. Валлерштайн (3376) 2. Кайсгайм (3851) Об'єднання громад 1. Валлерштайн (торговельна громада Валлерштайн, громади Майгінген та Марктоффінген) 2. Вемдінг (місто Вемдінг, громади Фюнфштеттен, Гуйсгайм, Оттінг та Вольферштадт) 3. Еттінген (місто Еттінген, громади Аугаузен, Егінген, Гайнсфарт, Мегесгайм та Муннінген) 4. Монгайм (місто Монгайм, громади Бухдорф, Дайтінг, Реглінг та Тагмерсгайм) 5. Райн (місто Райн, громади Гендеркінген, Гольцгайм, Мюнстер та Нідершененфельд) 6. Ріс (громади Алергайм, Амердінген, Дайнінген, Едергайм, Форгайм, Гоенальтгайм, Менксдеггінген, Раймлінген та Вехінген) | Громади 1. Алергайм (1658) 2. Амердінген (885) 3. Асбах-Бойменгайм (4785) 4. Аугаузен (1002) 5. Бухдорф (1906) 6. Вехінген (1419) 7. Вольферштадт (1097) 8. Гайнсфарт (1437) 9. Гендеркінген (1227) 10. Гоенальтгайм (594) 11. Гольцгайм (1155) 12. Гуйсгайм (1649) 13. Дайнінген (1782) 14. Дайтінг (785) 15. Егінген-а.Ріс (767) 16. Едергайм (1136) 17. Майгінген (1209) 18. Марксгайм (2612) 19. Марктоффінген (1303) 20. Мегесгайм (809) 21. Менксдеггінген (1399) 22. Мертінген (4061) 23. Меттінген (2630) 24. Муннінген (1721) 25. Мюнстер (1210) 26. Нідершененфельд (1479) 27. Оберндорф (2620) 28. Оттінг (770) 29. Раймлінген (1313) 30. Реглінг (662) 31. Тагмерсгайм (1101) 32. Тапфгайм (3865) 33. Форгайм (544) 34. Фремдінген (2115) 35. Фюнфштеттен (1324) |

Дані про населення наведені станом на 31 грудня 2020.